# Sarajärvi (sjö i Kuusamo, Norra Österbotten)
Sarajärvi är en sjö vid finsk-ryska gränsen. Den finländska delen ligger i kommunen Kuusamo i landskapet Norra Österbotten i Finland. Sjön ligger 258,4 meter över havet. Arean är 60 hektar och strandlinjen är 6,27 kilometer lång. Sjön  ingår i Koundaälvens huvudavrinningsområde.   Den ligger omkring 240 kilometer nordöst om Uleåborg och omkring 700 kilometer norr om Helsingfors. 
I sjön finns ön Kelkkasaari. Nordväst om Sarajärvi ligger Kuusijärvi. 